# Пам'ятник Тарасові Шевченку (Ковель)
Пам'ятник Тарасу Григоровичу Шевченку в Ковелі — пам'ятник українському поетові, письменнику і художнику Т.Г. Шевченку в місті Ковелі (райцентр Волинської області).

## Загальні дані і опис
Пам'ятник Т.Г. Шевченку в Ковелі розташований у міському Парку ім. Т.Г. Шевченка на березі річки Турії, неподалік величного храму святого Дмитра Солунського.
Автори монументу — київський скульптор Володимир Шолудько (автор ідеї), скульптори Петро Подолець та Микола Король, архітектори Тетяна Мельничук та Анатолій Заворотинський.
Пам'ятник було урочисто відкрито 22 серпня 2005 року. Відтоді ковельський пам'ятник Кобзарю традиційно вважається найвищим у світі серед пам'ятників Тарасу Шевченку.
Пам'ятник являє собою масивну бронзову фігуру літнього Шевченка на високому кургані — з гранітного підніжжя наче виростає упевнена постать Кобзаря зі здійнятою зігнутою в лікті правою рукою в жесті, який можна сприймати як застереження, повчання... Розміри монумента є вражаючими — понад 7 м заввишки, вага бронзової скульптури поета — приблизно 20 тонн.
Фахівці відзначають високі художні якості ковельського монумента Т.Г. Шевченкові.

## Тарас Шевченко і Ковель, історія пам'ятника
Тарас Шевченко відвідав Ковель та його околиці лише одного разу — восени 1846 року як штатний художник у складі археографічної комісії з вивчення пам'яток Поділля і Волині. По Ковелю Тарасові Шевченку було особливе доручення від керівника експедиції професора Миколи Іванішева, щоб дослідити й замалювати місця, пов'язані з перебуванням у цих краях московського воєводи-втікача Андрія Курбського. Відвідини Ковельщини Шевченком було якраз за півроку до жорстокого царського суду і заслання на десять років у солдати рядовим без права вислуги.
Питання про спорудження пам'ятника Т.Г. Шевченку в Ковелі постало ще до незалежності України (1991) — його не раз здіймали місцеві просвітяни. Після проголошення незалежності тодішній міський голова Ковеля Анатолій Семенюк та депутати міськради ухвалили відповідне рішення, і вже в жовтні 1993 року було відкрито символічний знак про встановлення пам'ятника геніальному Кобзарю. Для встановлення було обрано роботу тоді ще молодого, щойно випускника Київського державного художнього інституту (тепер Національна академія образотворчого мистецтва і архітектури) Володимира Шолудька — скульптурна композиція «Апостол правди і свободи».
Автор, якому допомагали скульптори Петро Подолець та Микола Король, архітектори Тетяна Мельничук та Анатолій Заворотинський, невтомно працював над роботою. Композиція на Львівській кераміко-скульптурній фабриці була схвально прийнята художньою радою, але з Ковеля припинилося фінансування.
До питання встановлення пам'ятника Т.Г. Шевченку в Ковелі повернулися, коли новим міським головою став Ярослав Шевчук. Місцевій владі вдалося залучити до фінансування цієї благородної справи партнерів із Польщі, Німеччини, Волинське братство в Києві, народних депутатів України та багатьох інших, значним внеском стали зібрані доброчинні кошти (бл. 250 тис. грн.); фінансування з центру (для виділення основної суми на зведення монумента напряму з Державного бюджету України — коштів у розмірі 3 млн грн. доклали зусиль особисто народні депутати Юрій Костенко та Борис Загрева) було цільовим, і з місцевого бюджету це дороге будівництво не фінансувалося.
З огляду на масштабність проекту над його втіленням віддано працювали не лише будівельники «Ковельбуду», ай фахівці багатьох інших трудових колективів з Луцька, Ковеля та Львова.
Пам'ятник Т.Г. Шевченку та новозакладений парк його імені були урочисто відкриті напередодні 14-го за ліком Дня Незалежності України. З огляду на те, що церемонія відкриття відбувалась напередодні старту виборчої кампанії-2006, планувалось під час заходу уникнути зайвої політизації, зосередивши увагу на величі Кобзаря та нагальності розвитку української культури. Відкриваючи свято, міський голова Ярослав Шевчук висловив слова подяки основоним благочинникам спорудження пам'ятника, а потому священики Української православної церкви Київського патріархату на чолі із єпископом Луцьким і Волинським Михаїлом освятили монумент. Під безсмертне шевченкове творіння «Реве та стогне Дніпр широкий», яке майстерно, з піднесенням виконав Волинський народний хор, до підніжжя монумента лягли живі квіти пам'яті і шани. На церемонії відкриття пам'ятника виступили представники національної інтелігенції та влади — про знаковість і знаменність події, що символізує віковічне прагнення українців до єднання, спільності дій у боротьбі за розбудову незалежної України, говорили Голова Національної спілки письменників України Володимир Яворівський, заступник голови облдержадміністрації Володимир Карпук, заступник голови обласної ради Володимир Банада, народні депутати України Іван Драч та Борис Загрева, голова обласної письменницької організації Василь Гей, лауреат Всеукраїнського шевченкового фонду та літературної премії імені Павла Тичини Петро Засенко, Голова обласної організації товариства «Просвіта» поетеса Надія Гуменюк. Окремі промови зробили спеціально запрошені закордонні гості — президент асоціації Єврорегіону «Буг» Генрік Макаревич та представники міст-побратимів Ковеля — Холма (Польща), Утени (Литва), Ржева (Росія). Виступили професійні артисти і творчі колективи. Урочистості завершилися символічно — Шевченковим «Заповітом» і закладанням біля монумента «Шевченкового гаю».

## Виноски
1. ↑  Усі пам'ятники Тарасу Шевченку на www.moemisto.com.ua. Архів оригіналу за 4 грудня 2009. Процитовано 12 вересня 2009.
2. ↑  «ОБНІМІТЬСЯ Ж, БРАТИ МОЇ, МОЛЮ ВАС, БЛАГАЮ!» [Архівовано 29 березня 2007 у Wayback Machine.] // про Пам'ятник Тарасу Шевченку в Ковелі на вебсайт Всеукраїнської громадської організації «Українське Реєстрове Козацтво» [Архівовано 10 квітня 2010 у Wayback Machine.]
3. 1 2 3  Гаврилюк Ярослав На березі Турії урочисто відкрито пам’ятник пророку української нації Тарасові Шевченку та парк його імені. [Архівовано 11 січня 2006 у Wayback Machine.] на «Волинь» (незалежна громадсько-політична газета) [Архівовано 8 травня 2009 у Wayback Machine.]
4. ↑  Найбільший у Західній Україні пам’ятник Тарасу Шевченку в Ковелі відкриють без політичних баталій [Архівовано 29 листопада 2014 у Wayback Machine.] // інф. за 18 серпня 2005 року на ЗІК (Західна інформаційна корпорація) [Архівовано 29 серпня 2009 у Wayback Machine.]